# Ichiro Suzuki

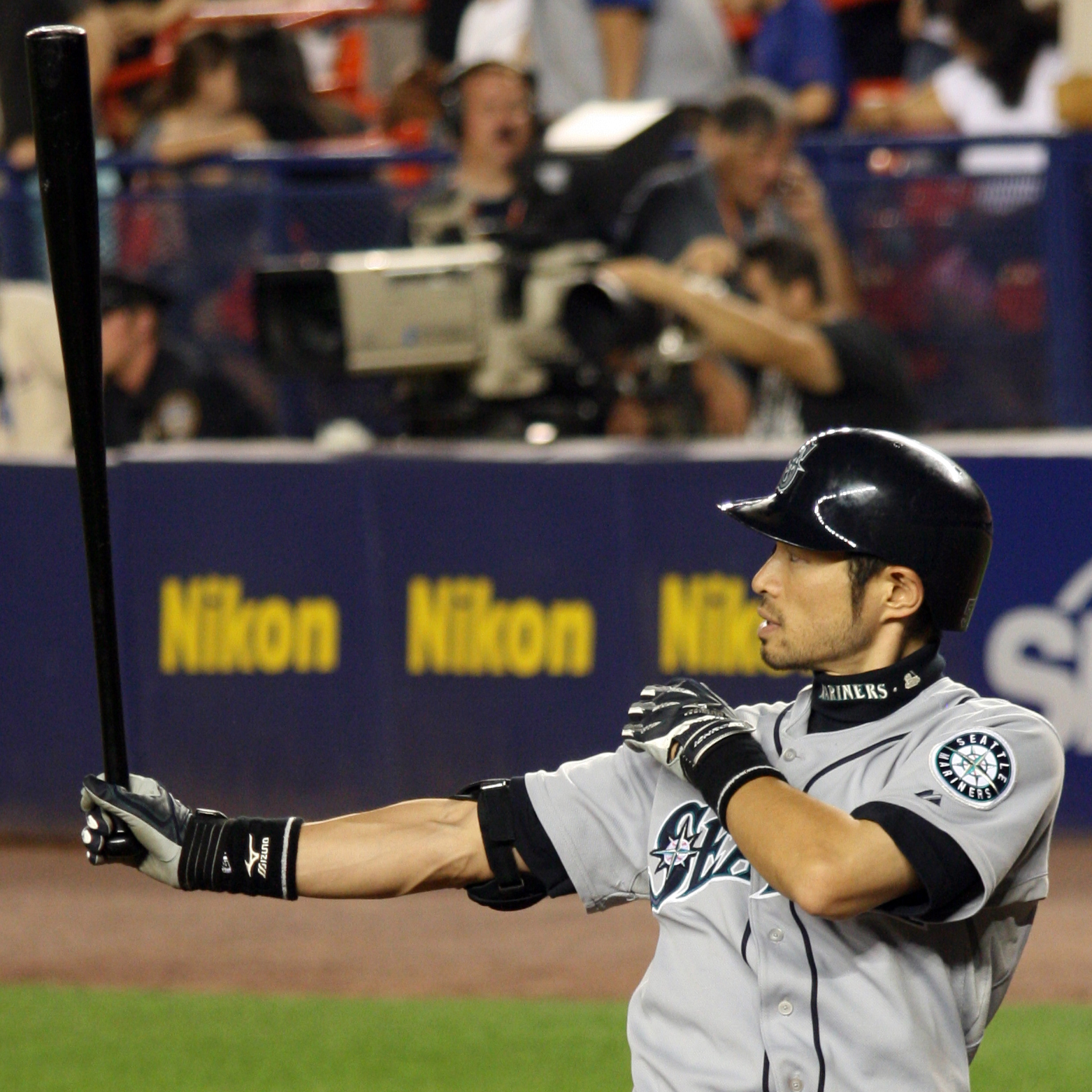
Ichiro Suzuki.

Ichiro Suzuki (鈴木 一朗, すずき いちろう) és un jugador de beisbol japonès que juga als Seattle Mariners. És el jugador japonès que ha assolit un major èxit en la Grans Lligues de Beisbol. Conegut als EUA com "The Silent Samurai", (el samurai silenciós). Té el rècord de major nombre de hits (batades que permeten arribar almenys a la primera base) durant la seva temporada a la MLB (262)..
Suzuki va aconseguir 10 temporades consecutives amb més de 200 hits, la ratxa més llarga de qualsevol jugador de la història. El 2016, Suzuki va aconseguir el hit número 3.000 de la seva carrera a la MLB, convertint-se en només el jugador número 30 a fer-ho. En total, va acabar amb 4.367 hits en la seva carrera professional al Japó i els Estats Units, el màxim que qualsevol jugador de la història al màxim nivell del beisbol..
El 2025, Suzuki ha estat elegit per ser inclòs al Saló de la Fama del Beisbol Nacional dels Estats Units amb el 99,7% dels vots. Va ser el primer jugador japonès a ser elegit al Saló de la Fama. Aquest mateix any, Suzuki també ha estat elegit pr al Saló de la Fama del Beisbol Japonès.
Els principals equips on va jugar van ser els Orix Buffalos, d'Osaka, els Seattle Mariners, els New York Yankees i els Miami Marlins.